# حقوق الإنسان في كازاخستان
تُنعت حقوق الإنسان في كازاخستان بالسوء من قبل المراقبين المستقلين بصفة مستمرة. وتقول منظمة حماية حقوق الإنسان (التي تُعرف بالهيومن رايتس واتش) أن كازاخستان تُقيد حرية التجمهر وحرية التعبير وحرية الاعتقاد بصورة مكثفة. ففي عام 2014 أغلقت الحكومة جميع الصحف وسجنت بضعة دستات من الناس أو غرمتهم نتيجة لمشاركتهم في مظاهرات سلمية ولكنها غير مصرح بها، واعتقلت أتباع الأديان أو غرمتهم بسبب ممارسة ديانتهم خارج نطاق سيطرة الدولة. كما أنها اعتقلت عددًا من نقاد الحكومة بعد تعرضهم لمحاكمات غير عادلة. ولا تزال ممارسة التعذيب شائعة في أماكن الاحتجاز.
ويمنح نظام الحكم في كازاخستان سلطة مركزية إلى الرئيس. وكان الرئيس نور سلطان نزارباييف حاكم البلد في الفترة ما بين عام 1989 و2019. وفي عام 1989 عُين الأمين الأول للحزب الشيوعي في الجمهورية الكازاخية السوفيتية الشيوعية، ثم اُنتخب ليكون أول رئيس للبلد عقب استقلالها من الاتحاد السوفييتي في ديسمبر 1991. ولم تستوف الانتخابات التي عُقدت في كازاخستان بعد ذلك أي معايير دولية.
وفي عام 2012 اُنتخبت كازاخستان لعضوية مجلس الأمم المتحدة لحقوق الإنسان. وفي أثناء الاستعراض الدولي الشامل لحقوق الإنسان عام 2014 أشاد ممثلي الأمم بالآلية التي اتبعتها كازاخستان في منع تعذيب المواطنين وإنشاء منظمة محلية لحقوق الإنسان، ولكنهم عبروا عن قلقهم بشأن القيود القانونية الصارمة المفروضة على الحريات.

## السياسة وحرية التعبير وحرية الصحافة
أبلغ المراقبون عن تقييد حرية التعبير السياسي في كازاخستان في خلال الأشهر التي تسبق الانتخابات الرئاسية في ديسمبر 2005، ومن بين هؤلاء المراقبين منظمة هيومن رايتس واتش وفريدم هاوس. وتم الإبلاغ عن محاولات السلطات في تقييد حرية التعبير وإغلاق وسائل الإعلام المستقلة ومنظمات المجتمع المدني. وفي سبتمبر قامت دار فريميا للنشر بإلغاء تعاقداتها مع سبع جرائد دون سابق إنذار وبدون إبداء أي أسباب. وبطريقة مماثلة قررت أديرة النشر الأخرى في العاصمة ألماتي أن توقف طباعة جميع المنشورات. وبعد تنظيم اضراب جماعي عن الطعام لمدة أسبوع من قبل محرري الجرائد، وافقت دار داور للنشر أن تنشر أعداد خمسة من الصحف. وجميع وسائل الإذاعة في كازاخستان تقريبًا مملوكة لشركات ترتبط ارتباطًا وثيقًا بالحكومة، بينما تظل الصحف من بين وسائل الإعلام القليلة التي لا تزال مستقلة.
ولاحظ بعض المراقبون من الخارج (مثل الهيومن رايتس واتش) زيادة التوتر في حكومة كازاخستان عقب اندلاع الثورات الديمقراطية في الدول التي كانت تتبع الاتحاد السوفييتي سابقًا، ومنها: جورجيا وأوكرانيا وقيرغيزستان. وقد تشير جهود الحكومة لقمع المعارضات في الفترة التي تسبق انتخابات 2005 إلى محاولات الحكومة في منع مثل هذه التحولات من الحدوث في كازاخستان.
وفي عام 2016 استضافت مدينة آستانا مناقشة طاولة مستديرة في يوم حقوق الإنسان الموافق 10 ديسمبر. واجتمع المسئولون الكازاخيين وممثلي المنظمات الدولية لحضور الحدث، ومن بينهم المنظمة الدولية للهجرة (IOM)، والاتحاد الأوروبي، وبرنامج الأمم المتحدة الإنمائي (UNDP)، ومنظمة الأمن والتعاون في أوروبا (OSCE).
وفي 10 نوفمبر 2018 تعرض دميتري سينيافسكي قائد نقابة العمال في كازاخستان للهجوم وتعرض للضرب المبرح من قبل أشخاص مجهولين ونُقل إلى المستشفى. وقد طالبت منظمة العمال الدولية (ILO) من حكومة كازاخستان أن تعدل قوانين التجارة المقيدة وأن تحافظ على التزامها بحقوق العمال الدولية.

## حق المحاكمة العادلة
طبقًا لتقرير الحكومة الأمريكية عن كازاخستان الذي أصدرته عام 2014:
«القانون وحده لا يضمن الحصول على محاكمة عادلة وخالية من التحيز، حيث أن الجهاز التنفيذي يحد من استقلالية الجهاز القضائي بشدة. ويتمتع المدعون بسلطة شبه قضائية ولديهم سلطة إيقاف العمل بقرار المحكمة. ويتجلى الفساد واضحًا في كل مرحلة من مراحل العملية القضائية. ورغم أن القضاة يحصلون على أعلى الأجور من بين جميع موظفي الدولة، إلا أن بعض المحامين ومنظمات حقوق الإنسان يزعمون بتورط القضاة والمدعين في أخذ الرشاوي مقابل الحصول على أحكام مرغوب فيها في أغلبية القضايا الجنائية».

## حرية الاعتقاد
وفي عام 1992 عقب استقلال كازاخستان تبنت الحكومة قانون حرية الاعتقاد وحرية إنشاء منظمات دينية، والذي يهدف إلى تقبل الأديان لبعضها وضمان حرية الاعتقاد. وبحلول 2014 تواجدت 3,400 منظمة دينية في كازاخستان.
ولكن منظمة هيومن رايتس واتش قالت أن «جماعات الأقلية الدينية لا تزال تتعرض إلى التغريمات والاعتقالات قصيرة المدى كعقوبة لمخالفة قوانين التدين المقيدة». ووصى المقرر الخاص بالأمم المتحدة بإصلاحات جذرية لقانون التدين لعام 2011، وقد وجد أن المجتمعات الدينية غير المسجلة تعاني من انتهاكات جسيمة في حقهم في الاعتقاد، إلى جانب أمثلة عديدة أخرى.
وفي سبيل تشجيع الحوار بين المعتقدات المختلفة ومنع النزاعات الدينية على مستوى عالمي تستضيف دولة كازخستان مجتمع حكام العالم والتقاليد الدينية. وعُقد أول مؤتمر له عام 2003 وحضره 17 وفدًا من الممنظمات الدينية المختلفة.
وفي سبيل مواجهة تهديد التطرف الديني عقد مجتمع حكام العالم وتقاليد الأديان مؤتمرًا دوليًا بعنوان «الأديان ضد التطرف» في 31 مايو 2016. وفي اليوم التالي عقد المجتمع جلسته الخامسة عشر في آستانا.

### إخلاء هندوس هاري كريشنا عام 2006
في 20 نوفمبر 2006 وصلت ثلاث حافلات تمتلئ برجال شرطة مكافحة الشغب، وسيارتا إسعاف، وشاحنتان فراغتان، وحاكم حي كاراساي إلى المجمع السكني في درجات حرارة تحت الصفر وشرعوا في طرد أتباع هاري كريشنا من منازلهم، ثم همت قوات الشرطة بتدميرها. وأفادت منظمة Forum 18 بالخبر الآتي: «قامت قوات شرطة الشغب التي شاركت في تدمير المنازل برمي متعلقات أتباع هاري كريشنا في الجليد، وتُرك بعض الأفراد بدون ملابس. وقد قُطعت الطاقة عن أنظمة الإضاءة والتسخين قبل مجيء الشرطة وتدمير المنازل. وقد حُملت المتعلقات الثقيلة والأثاث المنزلي على الشاحنات. وقال المسئولين أن تلك الممتلكات سوف تُدمر. وقد تم احتجاز الرجلان الذان حاولا أن يمنعا الحُجّاب الذين حاولوا دخول المنزل وتدميره بواسطة 15 شرطيًا، وقد كبلوا أيديهم وأخذوهما إلى سيارة الشرطة». وأصدرت منظمة الأمن والتعاون في أوروبا بيانًا للرد على تلك الأحداث، وقالت فيه: «من الواضح أن هذا الفعل المدعم بواسطة الحكومة يستهدف أفراد مجتمع هاري كريشنا بطريقة توحي بأنهم مستهدفين لا لشيء سوى انتمائاتهم الدينية». وزعم المسئولون في كازخستان أن أوامر الإخلاء قانونية ومشروعة، وأن هؤلاء الأفراد قد حصلوا على ممتلكاتهم بطريقة غير قانونية.

## حوار حقوق الإنسان
وفي عام 2008 وافق الاتحاد الأوروبي مع جمهورية كازخستان بموجب معاهدة «إستراتيجية إنشاء شراكة جديدة مع دول آسيا الوسطى» على إنشاء حوار سنوي بخصوص حقوق الإنسان، وعُقدت أول جولة له في 15 أكتوبر 2008 في آستانا.
وتشكل تلك الحوارات جزءًا حيويًا من خطة الاتحاد الأوروبي لتعزيز احترام حقوق الإنسان والحريات الأساسية، والتنمية المستدامة والسلام والاستقرار. وفي 12 نوفمبر عقد الاتحاد الأوروبي وكازاخستان الجولة السادسة لحوار حقوق الإنسان في بروكسل. وحضر فيه الوفد الكازاخي بقيادة يوجان ميركل المدعي العام الأول، إلى جانب فياشيسلاف كاليوزني مدير المركز الوطني لحقوق الإنسان وعدة مسئولين آخرين. وحضر وفد الاتحاد الأوروبي بقيادة سيلفيو جونتساتو. وعُقد الحوار في ظل أجواء إيجابية وبناءة. ورحب الاتحاد الأوروبي بإنشاء آلية وقائية وطنية فعالة في كازاخستان لمراقبة أماكن الاحتجاز، وشجع على إتخاذ خطوات إضافية لتعزيز إمكانيات مكتب ديوان المظالم والمركز الوطني لحقوق الإنسان. واعترف الاتحاد الأوروبي بتفاعل كازاخستان مع الدورة الثانية من الاستعراض الدولي الشامل في مجلس الأمم المتحدة لحقوق الإنسان، وشجع السلطات الكازاخية على إعادة التفكير في نصائح الاستعراض الدولي الشامل التي لم توافق عليها الدولة في البداية. ومن المتوقع أن تُعقد الجولة الثانية من الحوار في آستانا عام 2015.
وعُقد الحوار العاشر في 20-21 نوفمبر 2018 في بروكسل. وذكر الاتحاد الأوروبي التحسينات التي حققتها كازاخستان فيما يتعلق بإصلاح القوانين والسياسات المتبعة بشأن المجتمع المدني. وقد شُدد على ضرورة استمرار كازاخستان في أخذ الخطوات المناسبة لتهيئة بيئة مواتية للمنظمات غير الحكومية والمحامين والصحفيين.
وتعقد منظمة الأمن والتعاون الأوروبي ومكتب كازاخستان الدولي لحقوق الإنسان وسيادة القانون برامج تدريب مشتركة متعلقة بحقوق الإنسان.

## سيادة القانون
حازت كازاخستان على المرتبة الخامسة والستين في مؤشر سيادة القانون لعام 2015، وهي بذلك تقدمت ستة مراكز مقارنة بترتيب السنة السالفة.
وفي عام 2015 أصدرت كازاخستان إصلاحات لقانون أنشطة المنظمات غير الحكومية. ويضمن القانون حق تلك المنظمات في الوصول إلى ممولين دوليين أو محليين بحُرية مما يسمح لهم بالمشاركة الفعالة في التطورات الاجتماعية والسياسية في البلد.
وفي يناير 2017 اقترح رئيس كازاخستان تشريع إصلاحات قانونية تهدف إلى تفويض جزء من سلطات الرئيس إلى البرلمان. ومن المتوقع أن تخلق تلك المبادرة نظامًا يحترم توازن القوى ويسمح لكل فرع من فروع السلطة أن يراقب الآخر وألا يتجاوز حدوده.
وتمتلك كازاخستان عضوية في مؤتمر لاهاي عن القوانين الدولية للأفراد (HCCH) منذ مايو 2017. وتهدف تلك المنظمة إلى تنسيق مبادئ تضارب القوانين المتعلقة بمواضيع مختلفة في القانون الدولي للأفراد، وذلك يساهم في تعزيز سيادة القانون.

## التنوع العرقي
وتدعم كازاخستان تعايش الثقافات المختلفة. حيث تساند جمعية شعب كازاخستان ما يقرب من 200 مركز تعليمي حيث يمكن للأطفال والبالغين أن يتعلموا 30 لغة مختلفة.
وفي عام 2015 اقترحت جمعية شعب كازاخستان أن يصبح يوم الامتنان أجازة رسمية. وقدم الرئيس نور سلطان ذلك الاقتراح بنفسه. ويوم الامتنان يوافق الأول من مارس وفيه يحتفل الناس بتاريخ بلدهم وبالترابط العرقي التي تتمتع به بلدهم.
ويشكل الكازاخ نسبة 59.2% من المواطنين، ويليهم الروس بنسبة 29.6%، بينما تتألف النسبة الباقية من الألمان، والتتار، والأوكرانيين، والأوزبكيين، والأيغور. ويعيش ممثلي ما يزيد عن 140 طائفة عرقية في كازاخستان، بالإضافة إلى 818 منظمات عرقية وثقافية تعمل تحت إشراف جمعية شعب كازاخستان.